# 克里斯·福特
克里斯多夫·约瑟夫·福特（英語：Christopher Joseph Ford, 1949年1月11日—2023年1月17日），生于新泽西州大西洋城，美国前职业篮球运动员和教练。

## 球员生涯
福特高中期间在新泽西州的圣灵高中 (Holy Spirit High School)打球，这位身高6英尺5英寸 (1.96 m)的后卫，大学时期效力于维拉诺瓦大学 (Villanova University)。他在1972年至1982年期间在NBA联盟打球，分别效力过底特律活塞队和波士顿凯尔特人队。

## NBA历史上首个三分
福特最为球迷所熟知是在1979年10月12日对阵休斯敦火箭队的比赛中，投中NBA历史上第一个三分球。在所在球队波士顿凯尔特人夺取了1980-81赛季的NBA总冠军后，他也随后在1982年退役，在福特的职业篮球生涯中总共取得7,314分。

## 教练生涯
福特此后担任过凯尔特人，密尔沃基雄鹿队，洛杉矶快船队和费城76人队的主教练。在他的NBA执教生涯中总共取得常规赛323胜376负，胜率46.3%；季后赛取得13胜16负，胜率44.8%。